# Suzane Adam
Suzane Adam (hebräisch סוזן אדם; * 1952 in Satu Mare, Rumänien) ist eine israelische Autorin rumänischer Herkunft, die zudem als Spieleerfinderin, Illustratorin, Malerin und Kunstpädagogin tätig ist.

## Leben
Sie kam mit zehn Jahren nach Israel und studierte dort später Kunst und Fotografie. Danach führte sie eine Lehrtätigkeit aus. Seit 1996 schreibt sie, 2000 erschien ihr erstes Buch Laundry, das als deutsche Übersetzung mit dem Titel Wäsche 2003 bei Bertelsmann erschien. 2006 erhielt sie für ihren 2004 erschienenen Roman Janis’s Mother den Kugel Prize.

## Werke
- Laundry (ins Deutsche übersetzt mit dem Titel Wäsche). 2000, Übersetzung 2003
- Mayamia. 2002
- Janis’s Mother. 2004